# Schmierseife
| Schmierseife                                      |
|                                                   |
| Kaliumsalze von Fettsäuren                        |
| Kaliumoleat, das Kaliumsalz der Ölsäure.          |
| Kaliumpalmitat, das Kaliumsalz der Palmitinsäure. |
| Kaliumstearat, das Kaliumsalz der Stearinsäure.   |

Schmierseifen, auch Grüne Seife genannt, sind pastöse und flüssige Seifen, die aus meist minderwertigen Fetten mit Kalilauge hergestellt werden. Sie gehören daher zu den Kaliumseifen. Dagegen sind die Natriumsalze der höheren Fettsäuren fest und werden Natriumseifen genannt.

## Herstellung
Bei der Herstellung enthalten die Rohseifen Glycerin, Alkali und Salze. Zur Reinigung werden die Rohseifen von der wässrigen Phase abgetrennt. Die Rohseifen werden mit heißem Wasser gemischt und es bildet sich eine homogene Flüssigkeit. Während die Kernseifen durch Zugabe von Natriumchlorid ausgefällt werden, unterbleibt diese Aussalzung bei den Schmierseifen.
Für den Gebrauch werden der Lösung der Schmierseifen häufig noch Zusätze wie Celluloseether, Kaliumcarbonat und Aromastoffe zugesetzt.

## Waschaktive Wirkung
Kaliumseifen sind wie Natriumseifen als anionische Tenside oberflächenaktiv und vermindern die Oberflächen- und Grenzflächenspannung in einer wässerigen Lösung. Die Waschwirkung beruht darauf, dass die Oberflächen der zu reinigenden Substanzen benetzt und der Schmutz und ölige Substanzen emulgiert und in der Waschlösung verteilt werden.